# Letiště Johannesburg
Mezinárodní letiště Olivera Tamba (anglicky OR Tambo International Airport, IATA: JNB, ICAO: FAOR) je hlavní letiště ve městě Kempton Park v Jihoafrické republice nedaleko Johannesburgu. Letiště slouží primárně pro vnitrostátní a mezinárodní dopravu z/do Jihoafrické republiky. V Africe je to největší letiště s kapacitou až 28 milionů cestujících ročně. Slouží jako hlavní letiště národní jihoafrické letecké společnosti South African Airways a dalším jiným místním leteckým společnostem.

## Historie

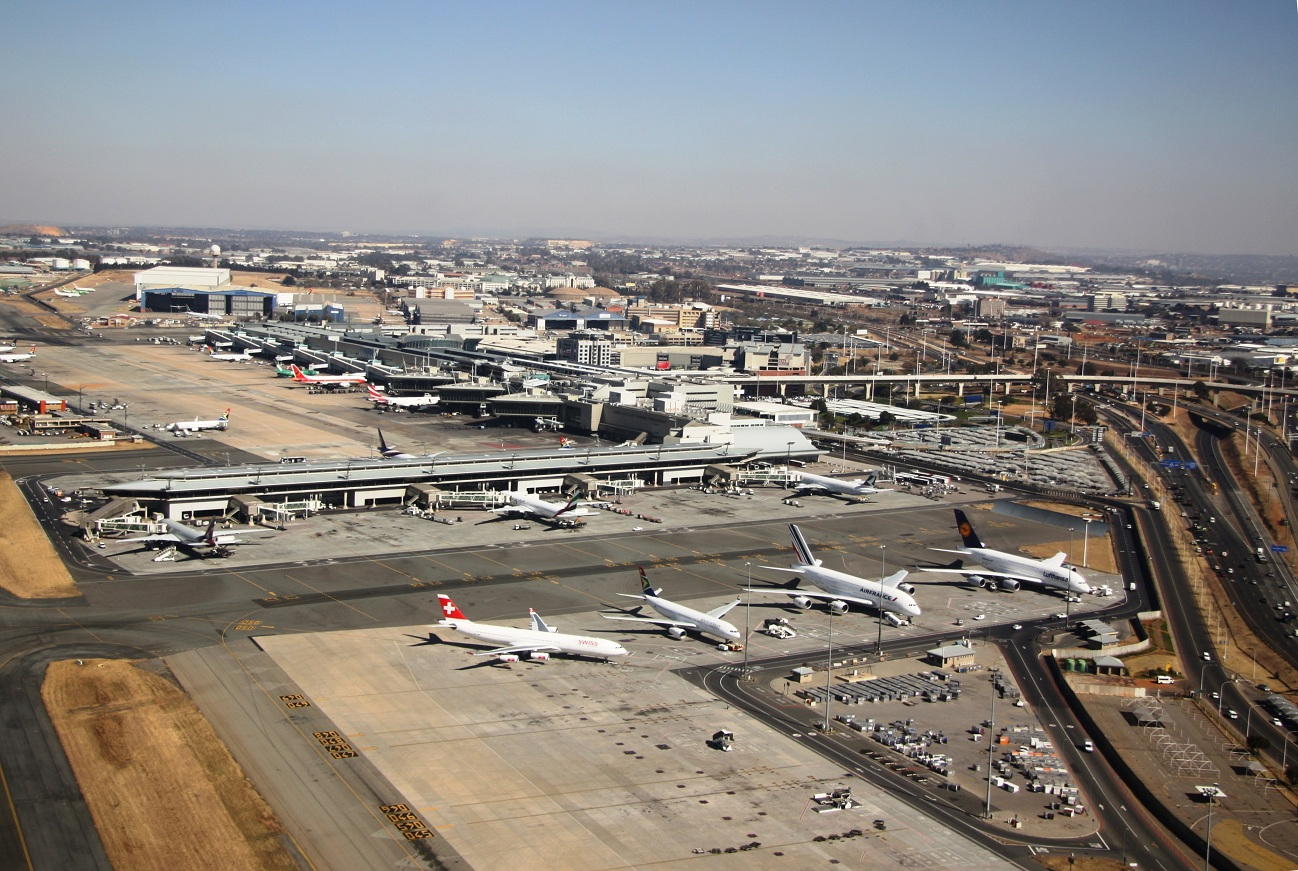
Budovy terminalů

Letiště bylo otevřeno v roce 1952 jako Letiště Jana Smutse, dva roky po jeho smrti, v blízkosti města Kempton Park v East Rand (proto dřívější ICAO kód FAJS). Později bylo známé jako mezinárodní letiště Johannesburg. V minulosti zde stálo letiště Palmietfontein. Letiště patřilo k těm, které byly vyznamenány jako letiště proudového věku. První proudové dopravní letadlo, které přiletělo do Johannesburgu bylo de Havilland Comet z londýnského letiště Heathrow.
V 70. letech bylo letiště používáno jako zkušební letiště pro Concorde, kdy se testovalo jak se letoun bude chovat při vzletu a přistání ve velkých nadmořských výškách.
Před johannesburským bylo největší africké letiště v Káhiře, čili dnes je druhým největším v Africe. V roce 2006 přistál jako první na africkém kontinentě na letišti Airbus A380 v rámci zkušebního letu do Sydney přes Jižní pól.
27. října 2006 bylo letiště přejmenováno po Oliveru Tambovi, dřívějším prezidentu ANC. 10. ledna 2013 byl kód ICAO změněn z FAJS na FAOR.

## Terminály
Na letišti se nachází šest terminálů, které lze rozdělit do tří skupin: na domácí, mezinárodní a přepravní terminály. Byl postaven nový centrální terminál, který spojuje domácí a mezinárodní terminály. Terminály A1 a A2 poskytují mezinárodně lety a centrální terminál bude A3. Některé aerolinky využívají terminál B, většina A.